# Golden (Columbia Británica)
Golden es un pueblo canadiense situado en la provincia de Columbia Británica.

## Superficie
Golden tiene una superficie de 11,33 km².

## Demografía
En 2021, tenía 3986 habitantes, una densidad poblacional de 351,9 hab./km², y 1892 viviendas.